# The Promise (série de televisão)
The Promise é uma série de televisão britânica escrita e dirigida por Peter Kosminsky, e estrelada por Claire Foy. A série estreou no Channel 4 em 6 de fevereiro de 2011.

## Sinopse
Erin Matthews (Claire Foy), uma jovem inglesa de 18 anos, decide passar o verão em Israel na companhia de sua melhor amiga, Eliza Meyer (Perdita Weeks). Erin leva consigo o recém descoberto diário de seu avô, Len Matthews (Christian Cooke), através do qual ela toma conhecimento de que ele foi um militar que serviu na Palestina na década de 1940. Lendo sobre as questões políticas relatadas no diário, Erin cria uma relação afetiva com um homem que, para ela, era apenas um velho sem importância.
Impressionada com seus relatos, Erin decide refazer seus passos, descobrindo os lugares por onde ele passou, os dramas pessoais que viveu, a verdade sobre os conflitos da época entre árabes e judeus e a promessa que ele fez há 60 anos, a qual ela decide honrar. Enquanto Erin entra em contato com o passado, sua amiga Eliza passa a fazer parte significativa do presente ao iniciar o serviço militar nas Forças Armadas Israelenses.

## Elenco
- Claire Foy ...Erin Matthews
- Christian Cooke ...Sergeant Leonard Matthews
- Itay Tiran ...Paul Meyer
- Katharina Schüttler ...Clara Rosenbaum
- Yvonne Catterfeld ...Ziphora
- Haaz Sleiman ...Omar Habash
- Ali Suliman ...Abu-Hassan Mohammed
- Perdita Weeks ...Eliza Meyer
- Ben Miles ...Max Meyer
- Smadar Wolfman ...Leah Meyer
- Holly Aird ...Chris Matthews
- Hiam Abbass ...Old Jawda
- Lukas Gregorowicz ...Capitão Richard Rowntree
- Luke Allen-Gale ...cabo Jackie Clough
- Iain McKee ...Sargento Hugh Robbins
- Paul Anderson ...Sargento Frank Nash
- Max Deacon ...soldado Alec Hyman
- Pip Torrens ...Major John Arbuthnot

## Prêmios e indicações
| Ano  | Prêmio                     | Categoria              | Indicação   | Resutado |
| ---- | -------------------------- | ---------------------- | ----------- | -------- |
| 2011 | BAFTA Awards               | Melhor Série Dramática | The Promise | Indicado |
| 2011 | Banff World Media Festival | Melhor Minissérie      | The Promise | Indicado |